# Chinique
Chinique (anteriormente «Chinic», del K'iche' «chinic´aj taka´aj»: «en medio de los planes») es un municipio del departamento de Quiché, en la República de Guatemala. 
Luego de la Independencia de Centroamérica en 1821 fue parte del departamento de Totonicapán/Huehuetenango hasta que el 12 de agosto de 1872, el gobierno de facto del presidente provisorio Miguel García Granados creó el departamento de Quiché, al que ha pertenecido desde entonces.
En 1892 llegaron al poblado los arqueólogos ingleses Alfred P. Maudslay y su esposa Anne, quienes reportaron que el poblado era un sencillo grupo de casas hechas de adobe con teja, muy similar a Chiché, poblado en el que pernoctaron el día anterior, pero que la diferencia era el suministro de agua que había en Chinic, que le permitía a sus pobladores cultivar frutas tropicales que ofrecían a los viajeros.}
Durante muchos años hubo en las ferias patronales de Guatemala una zarabanda muy popular que se llamaba «La Flor del Chinique».[cita requerida]

## Toponimia
El topónimo «Chinique» proviene del K'iche' «chinic´aj taka´aj» que significa «en medio de los planes».

## Geografía física

### Clima
La cabecera municipal de Chinique tiene clima templado (Clasificación de Köppen: Cwb).
| Parámetros climáticos promedio de Chinique | Parámetros climáticos promedio de Chinique | Parámetros climáticos promedio de Chinique | Parámetros climáticos promedio de Chinique | Parámetros climáticos promedio de Chinique | Parámetros climáticos promedio de Chinique | Parámetros climáticos promedio de Chinique | Parámetros climáticos promedio de Chinique | Parámetros climáticos promedio de Chinique | Parámetros climáticos promedio de Chinique | Parámetros climáticos promedio de Chinique | Parámetros climáticos promedio de Chinique | Parámetros climáticos promedio de Chinique | Parámetros climáticos promedio de Chinique |
| Mes                                        | Ene.                                       | Feb.                                       | Mar.                                       | Abr.                                       | May.                                       | Jun.                                       | Jul.                                       | Ago.                                       | Sep.                                       | Oct.                                       | Nov.                                       | Dic.                                       | Anual                                      |
| ------------------------------------------ | ------------------------------------------ | ------------------------------------------ | ------------------------------------------ | ------------------------------------------ | ------------------------------------------ | ------------------------------------------ | ------------------------------------------ | ------------------------------------------ | ------------------------------------------ | ------------------------------------------ | ------------------------------------------ | ------------------------------------------ | ------------------------------------------ |
| Temp. máx. media (°C)                      | 19.8                                       | 21.0                                       | 22.5                                       | 23.3                                       | 23.0                                       | 21.6                                       | 21.3                                       | 22.0                                       | 21.6                                       | 20.8                                       | 20.6                                       | 20.2                                       | 21.5                                       |
| Temp. media (°C)                           | 14.0                                       | 14.6                                       | 16.0                                       | 17.0                                       | 17.6                                       | 17.0                                       | 16.5                                       | 16.6                                       | 16.6                                       | 16.0                                       | 15.0                                       | 14.4                                       | 15.9                                       |
| Temp. mín. media (°C)                      | 8.2                                        | 8.3                                        | 9.5                                        | 10.8                                       | 12.3                                       | 12.5                                       | 11.8                                       | 11.2                                       | 11.6                                       | 11.2                                       | 9.4                                        | 8.6                                        | 10.5                                       |
| Precipitación total (mm)                   | 6                                          | 5                                          | 12                                         | 33                                         | 90                                         | 239                                        | 180                                        | 173                                        | 193                                        | 125                                        | 41                                         | 5                                          | 1102                                       |
| Fuente: Climate-Data.org                   |                                            |                                            |                                            |                                            |                                            |                                            |                                            |                                            |                                            |                                            |                                            |                                            |                                            |

### Ubicación geográfica
Chinique está en el departamento de Quiché y está rodeado por municipios de dicho departamento; sus colindancias son:
- Norte: San Andrés Sajcabajá
- Sur, este y sureste: Chiché
- Oeste y noroeste: Santa Cruz del Quiché[7]

| Noroeste: Santa Cruz del Quiché | Norte: San Andrés Sajcabajá |                 |
| Oeste: Santa Cruz del Quiché    |                             | Este: Chiché    |
|                                 | Sur: Chiché                 | Sureste: Chiché |

## Gobierno municipal
Los municipios se encuentran regulados en diversas leyes de la República, que establecen su forma de organización, lo relativo a la conformación de sus órganos administrativos y los tributos destinados para los mismos.  Aunque se trata de entidades autónomas, se encuentran sujetos a la legislación nacional y las principales leyes que los rigen desde 1985 son:
| N.º | Ley                                                | Descripción |
| --- | -------------------------------------------------- | --- |
| 1   | Constitución Política de la República de Guatemala | Tiene una regulación legal específica para los municipios en los artículos 253 al 262. |
| 2   | Ley Electoral y de Partidos Políticos              | Ley de carácter constitucional aplicable a los municipios en el tema de la conformación de sus autoridades electas. |
| 3   | Código Municipal                                   | Decreto 12-2002 del Congreso de la República de Guatemala. Tiene la categoría de ley ordinaria y contiene preceptos generales aplicables a todos los municipios, e inclusive contiene legislación referente a la creación de los municipios.             |
| 4   | Ley de Servicio Municipal                          | Decreto 1-87 del Congreso de la República de Guatemala. Regula las relaciones entra la municipalidad y los servidores públicos en materia laboral. Tiene su base constitucional en el artículo 262 de la constitución que ordena la emisión de la misma. |
| 5   | Ley General de Descentralización                   | Decreto 14-2002 del Congreso de la República de Guatemala. Regula el deber constitucional del Estado, y por ende del municipio, de promover y aplicar la descentralización y desconcentración económica y administrativa.                                |

El gobierno de los municipios está a cargo de un Concejo Municipal mientras que el código municipal —ley ordinaria que contiene disposiciones que se aplican a todos los municipios— establece que «el concejo municipal es el órgano colegiado superior de deliberación y de decisión de los asuntos municipales […] y tiene su sede en la circunscripción de la cabecera municipal»; el artículo 33 del mencionado código establece que «[le] corresponde con exclusividad al concejo municipal el ejercicio del gobierno del municipio».
El concejo municipal se integra con el alcalde, los síndicos y concejales, electos directamente por sufragio universal y secreto para un período de cuatro años, pudiendo ser reelectos.
Existen también las Alcaldías Auxiliares, los Comités Comunitarios de Desarrollo (COCODE), el Comité Municipal del Desarrollo (COMUDE), las asociaciones culturales y las comisiones de trabajo. Los alcaldes auxiliares son elegidos por las comunidades de acuerdo a sus principios y tradiciones, y se reúnen con el alcalde municipal el primer domingo de cada mes, mientras que los Comités Comunitarios de Desarrollo y el Comité Municipal de Desarrollo organizan y facilitan la participación de las comunidades priorizando necesidades y problemas.

## Historia
Tras la Independencia de Centroamérica, Chinic —como se le llamaba entonces— estuvo originalmente en el departamento de Totonicapán/Huehuetenango; ahora bien, tras la Reforma Liberal de 1871, el presidente de facto provisiorio Miguel García Granados dispuso crear el departamento de Quiché para mejorar la administración territorial de la República dada la enorme extensión del territorio de Totonicapán y de Sololá. De esta cuenta, el 12 de agosto de 1872 Chinic pasó a formar parte del nuevo departamento de Quiché, junto con la nueva cabecera Santa Cruz del Quiché y Joyabaj, Lemoa, Santo Tomás, Chichicastenango, Patzité, Chiché, San Pedro Jocopilas, San Andrés Joyabajá, Cunem, San Miguel Uspantán, Cotzal, Chujuyup, San Bartolo Jocotenango, Sacapulas, Nebaj, Chajul, Caniyá y Sacualpa.
En 1892, el arqueólogo Alfred P. Maudslay y su esposa, Anne, visitaron Chinic, como parte de su excursión arqueológica de Guatemala; la señora Maudslay describió sus observaciones en su libro A glimpse at Guatemala, desde el punto de vista de la era Victoriana. He aquí sus observaciones:
| Nos quedamos en Chiché por un día mientras hacíamos nuestros arreglos [para partir], y el domingo por la mañana empendimos la marcha en mula hacia Uspantán. Durante la primera parte del camino subimos por una cuesta atravesando un territorio árido y poco interesante y luego bajamos a Chinic, una aldea muy parecida a Chiché —es decir, una insípida colección de casas construidas de adobe y teja— pero que tenía la ventaja de tener buenos albergues y un suministro de agua, lo que le permitía a sus habitantes convertir sus terrenos en jardines con árboles de banano y naranja. Después de desayunar en la varanda del cabildo emprendimos nuevamente el viaje, con nuestras alforjas llenas de fruta fresca del mercado, la que devoramos en el camino con el gusto que solo puedo apreciar quien ha viajado en largas jornadas en un camino polvoriendo y bajo el sol tropical. —Anne Maudslay A glimpse at Guatemala, 1899. |